# Episodi di Pursuit
La prima e unica stagione della serie televisiva Pursuit è andata in onda negli Stati Uniti dal 22 ottobre 1958 al 3 dicembre 1958 sulla CBS.
| nº | Titolo originale          | Prima TV USA     |
| -- | ------------------------- | ---------------- |
| 1  | The Vengeance             | 22 ottobre 1958  |
| 2  | Free Ride                 | 29 ottobre 1958  |
| 3  | Ticket to Tangier         | 5 novembre 1958  |
| 4  | Tiger on a Bicycle        | 12 novembre 1958 |
| 5  | Kiss Me Again, Stranger   | 19 novembre 1958 |
| 6  | Eagle in a Cage           | 26 novembre 1958 |
| 7  | Epitaph for a Golden Girl | 3 dicembre 1958  |
| 8  | Calculated Risk           | 10 dicembre 1958 |
| 9  | The Last Night in August  | 17 dicembre 1958 |
| 10 | The Silent Night          | 24 dicembre 1958 |
| 11 | The Dark Cloud            | 31 dicembre 1958 |
| 12 | The House at Malibu       | 14 gennaio 1959  |

## The Vengeance
- Prima televisiva: 22 ottobre 1958

### Trama
- Guest star: Lee Kinsolving (Albie Taback), Robert H. Harris (Mr. Hermann), Sal Mineo (Richie Rogart), Carol Lynley (Elaine Hermann), Macdonald Carey (Harry Taback), Stuart Erwin (detective Froelich), Vivian Nathan (Mrs. Rogart)

## Free Ride
- Prima televisiva: 29 ottobre 1958

### Trama
- Guest star: Ralph Meeker, Linda Darnell, Sidney Blackmer, Jackie Cooper, Keenan Wynn

## Ticket to Tangier
- Prima televisiva: 5 novembre 1958

### Trama
- Guest star: Nina Foch (Mrs. Claire Holden), Martin Balsam (Holden), Zachary Scott (Louis Martell), William Gargan (Mooney), Barry Sullivan (Henry Savage)

## Tiger on a Bicycle
- Prima televisiva: 12 novembre 1958

### Trama
- Guest star: Neville Brand, Laraine Day (Kathy Nelson), Dan Duryea (Matt Shaw), Chester Morris (Mood)

## Kiss Me Again, Stranger
- Prima televisiva: 19 novembre 1958

### Trama
- Guest star: Jeffrey Hunter (tenente Aaron Gibbs), Mary Beth Hughes (Evelyn), Margaret O'Brien (Mara), Myron McCormick (colonnello), Mort Sahl (Skip)

## Eagle in a Cage
- Prima televisiva: 26 novembre 1958

### Trama
- Guest star: Robert Middleton, Fernando Lamas, Robert Alda, Joan Caulfield, Marguerite Chapman, Lyle Talbot

## Epitaph for a Golden Girl
- Prima televisiva: 3 dicembre 1958

### Trama
- Guest star: Michael Rennie, Rick Jason, Joan Bennett, Sally Forrest, Rip Torn

## Calculated Risk
- Prima televisiva: 10 dicembre 1958

### Trama
- Guest star: Warner Anderson, John Cassavetes (Sam Caldwell), Mona Freeman (Nina Hodges), E.G. Marshall (Tenner Hodges), Conrad Nagel

## The Last Night in August
- Prima televisiva: 17 dicembre 1958

### Trama
- Guest star: Cameron Mitchell (poliziotto), Franchot Tone, Dennis Hopper, Jimmy Baird, Lyle Bettger (Police captain), Whitney Blake, Leo Fuchs, Gordon Gebert, Dick Wessel (operatore tavola calda)

## The Silent Night
- Prima televisiva: 24 dicembre 1958

### Trama
- Guest star: Lew Ayres (John Conrad), Eduard Franz, Steven Hill, Victor Jory (poliziotto), Frank Lovejoy (dottore), Patricia Neal (Mrs. Conrad)

## The Dark Cloud
- Prima televisiva: 31 dicembre 1958

### Trama
- Guest star: Ann Sheridan (Sunny), Bill Walker, Darryl Hickman (detective Mike Robbins), Fay Spain (Andrea), Michael Ross, Glenn Holtzman, Ann McCrea, Gary Merrill (detective Eddie Hackett), Eduardo Ciannelli, James Westerfield

## The House at Malibu
- Prima televisiva: 14 gennaio 1959

### Trama
- Guest star: Murvyn Vye, Jan Sterling (Allison Smith), Warren Stevens, Dane Clark (Joe Jupiter), James Gregory, Marie Windsor (Bessie)